# فيليب هوتون
فيليب هوتون (بالإنجليزية: Phillip Houghton)‏ هو ملحن أسترالي، ولد في 1991، وتوفي في 30 سبتمبر 2017.

## وصلات خارجية
- فيليب هوتون على موقع IMDb (الإنجليزية)
- فيليب هوتون على موقع ميوزك برينز (الإنجليزية)